# Любимов, Лев Львович
Лев Льво́вич Люби́мов (14 июня 1936, Рязань, СССР — 3 апреля 2021, Москва, Россия) — советский и российский экономист. Доктор экономических наук, профессор, один из создателей (наряду с Ярославом Кузьминовым и Евгением Ясиным) Высшей школы экономики. Заместитель научного руководителя ВШЭ, заведующий кафедрой макроэкономического анализа ВШЭ.

## Биография
Лев Львович Любимов родился 14 июня 1936 года в Рязани в семье оперного дирижёра Льва Владимировича Любимова (11.11.1905 — 23.11.1977).
- 1959 — окончил Рязанский государственный педагогический институт.
- 1963 — поступил в аспирантуру Института мировой экономики и международных отношений (ИМЭМО).
- 1967 — кандидат экономических наук.
- 1969 — заведующий отделом информации ИМЭМО.
- 1975 — заведующий отделом международных проблем Мирового океана ИМЭМО.
- 1980 — доктор экономических наук.
- 1986 — заведующий отделом США и Канады ИМЭМО.
- 1993—2003 — заведующий кафедрой международных экономических отношений ВШЭ.
- 1994 — ректор-организатор Государственного университета гуманитарных наук.
- 1994—1996 — президент Государственного университета гуманитарных наук, учитель экономики московской школы № 648.
- 1995—2006 — первый проректор Высшей школы экономики.
- 2003—2021 — заведующий кафедрой макроэкономического анализа ВШЭ.
- 2006—2021 — заместитель научного руководителя ВШЭ, заведующий научно-учебной лабораторией макроэкономического анализа ВШЭ, руководитель специализации «Макроэкономика и макроэкономическая политика» магистерской программы «Экономика».

Скончался 3 апреля 2021 года в Москве на 85-м году жизни.

## Академическая и общественная деятельность
Во время работы в ИМЭМО входил в правительственные делегации для участия в международных переговорах. В 1976—1982 гг. участвовал в работе сессий III Конференции ООН по морскому праву, Генеральной Ассамблеи ООН и подготовительной комиссии для Международной организации по морскому дну. Входил в бюро оргкомитетов всесоюзных секций океанологов, отвечая за секции экономики и права. В период 1980—1988 годов был членом бюро Совета по Мировому океану при Президиуме АН СССР. Входил в специализированные учёные советы ИМЭМО и Института США и Канады.
Участвовал в создании Высшей школы экономики — социально-экономического университета новой формации, свободного от марксистских традиций изучения общественных наук. Ввёл в Высшей школе экономики модульную систему обучения взамен традиционной семестровой. В 2005 году его кафедра прошла аудит профессоров Российской экономической школы.
С начала 1990-х годов Лев Любимов занимался проектами по развитию школьного образования. В 1992—1996 гг. — член Совета по гуманитарному образованию при Правительстве РФ, в 1995—2002 гг. возглавлял экономическую секцию Федерального экспертного совета по школьному образованию. Работая учителем, сам апробировал в школах свои учебные пособия и методики преподавания экономики. С 2001 года — член коллегии Департамента образования Москвы. Создавал сеть базовых школ ВШЭ в Москве и других регионах. В 2011 году выступил в поддержку проекта федерального государственного образовательного стандарта (ФГОС) старшей школы, утверждая, что его принятие будет способствовать духовно-нравственному воспитанию детей и развитию профильного образования. Сторонник ЕГЭ и любых других форм независимой оценки знаний.
Создавал филиалы (кампусы) ВШЭ в Нижнем Новгороде, Перми и Санкт-Петербурге, а также университетские округа на базе филиалов. В 2006 году назначен научным руководителем рабочей группы по созданию программ Международного бакалавриата в Пермском крае. Организовывал олимпиады для учителей школ, входящих в университетские округа.

## Взгляды
Публицист С. Г. Кара-Мурза обращает внимание на статью Л. Л. Любимова «Безработный по собственному желанию».
В частности, он рассматривает высказывания Любимова о детях («Одно делать нужно немедленно — изымать детей из семей этих „безработных“ и растить их в интернатах (которые, конечно, нужно построить), чтобы сформировать у них навыки цивилизованной жизни») и о России («Эти местности — а их число несметно в Центральной России — дают в российский ВВП ноль, но потребляют из него немало. А главное — они отравляют жизнь десяткам миллионов добропорядочных россиян. Вдобавок эти местности — один из сильнейших источников социального загрязнения нашего общества»).

## Награды
- Орден «За заслуги перед Отечеством» IV степени (2012)
- орден Почёта (1996)[6]
- Медаль За трудовую доблесть (1986)
- Медаль За освоение целинных земель (1958)
- Золотой почётный знак Высшей школы экономики
- Заслуженный работник высшей школы Российской Федерации (2002)
- Почётный работник науки и техники Российской Федерации

## Книги и статьи
Лев Любимов опубликовал более 150 монографий, глав в монографиях, статей в научных журналах. 
Кроме того, им написано 5 учебников по основам экономической теории для средних школ, техникумов и вузов.
- Любимов Л. Л. Общество и образование в России // Народное образование. — 2009. — № 2.
- Любимов Л. Л. Образование и экономика // Народное образование. — 2008. — № 10.
- О ценностном воспитании личности // Директор школы. — 2007. — № 1.
- Размышления о педагогическом образовании // Вопросы образования. — 2006. — № 4.
- Цивилизационный процесс и социальные итоги развития США / Л. Л. Любимов, Е. В. Яровая, Г. Г. Бовт и др. — М.: Фонд «За экономическую грамотность», 1993.
- Основы экономической теории / Л. Л. Любимов, И. А. Раннева. — М.: Вита-Пресс, 1996.
- Введение в экономическую теорию: В 2-х томах. — М.: Вита-Пресс, 1996.
- New Soviet Voices on Foreign and Economic Policy / L. L. Lyubumov, V. L. Sheynis, V. P. Lukin, N. P. Shmelev, A. G. Arbatov. — Washington, DC, The Bureau of National Affairs, 1989. (англ.)
- США: Экономика, дефициты, задолженность. — М.: Наука, 1991
- Глобальные проблемы современности / Л. Л. Любимов, М. М. Максимова, Г. И. Мирский, Г. Г. Дилигенский. — М.: Мысль, 1981.
- Мировой океан: Арена противоборства и сотрудничества. — М.: Международные отношения, 1988.
- Мировой океан: Экономика и политика / Л. Л. Любимов, Ю. Г. Барсегов, И. М. Могилевкин и др. — М.: Мысль, 1986.
- Энергетический кризис в капиталистическом мире / Л. Л. Любимов, Е. М. Примаков, Л. М. Громов и др. — М.: Мысль, 1975.